# Tsitsernakaberd
Tsitsernakaberd (em armênio/arménio: Հայոց ցեղասպանության զոհերի հուշահամալիր) é o memorial oficial da Armênia dedicado às vítimas do genocídio armênio, construído em 1967, na colina de mesmo nome, em Erevã.

## História
Durante meio século, o genocídio dos arménios em 1915 foi ocultado pelas autoridades soviéticas.
A construção do monumento começou em 1966, durante as quais cem mil pessoas se manifestaram em Erevã durante 24 horas para comemorar o 50º aniversário do genocídio. Eles exigiram que as autoridades soviéticas reconhecessem oficialmente o fato como um genocídio. O memorial foi projetado pelos arquitetos Arthur Tarkhanyan, Sashur Kalashyan e pelo artista Hovhannes Khachatryan e foi concluído em novembro de 1967.
A colina de Zizernakaberd, situada no alto do rio Razdã e com vista para o monte Ararate, foi escolhida para a construção do monumento. Em março de 1965, foi organizado um concurso de arquitetura. Dos 78 projectos apresentados, quatro foram escolhidos para a seleção final. O memorial foi projetado pelos arquitetos Sashur Kalashyan e Arthur Tarchanyan e pelo artista Hovhannes Khachatryane sendo concluído em 1967. O museu e o muro foram construídos na década de 1990.

## Arquitetura
A estela de 44 metros simboliza o renascimento nacional dos armênios. Doze placas estão posicionadas em um círculo, representando as doze províncias perdidas da atual Turquia. No centro do círculo há uma chama eterna dedicada aos 1,5 milhões das vítimas mortas durante o genocídio armênio.
Ao longo do parque, há um muro de 100 metros com os nomes das cidades onde massacres e deportações ocorreram. Na parte de trás do muro de comemoração, placas foram fixadas para homenagear as pessoas que se comprometeram a aliviar o sofrimento dos sobreviventes durante e após o genocídio, entre elas Johannes Lepsius, Franz Werfel, Armin T. Wegner, Henry Morgenthau Sr., Fridtjof Nansen, o Papa Bento XV, Jakob Künzler e Bodil Biørn.

## Museu do Genocídio Armênio

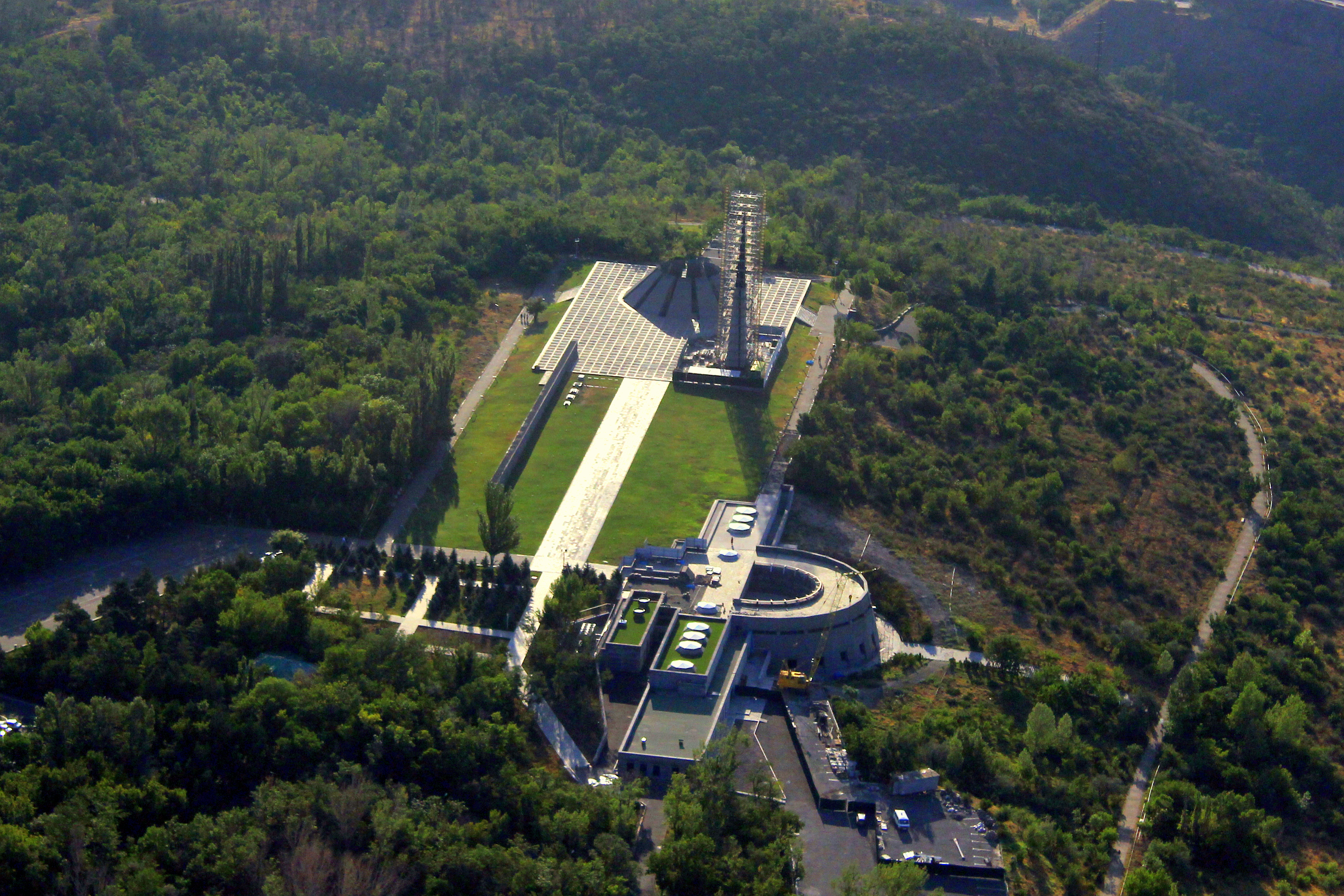
Vista aérea do memorial e do museu

O Museu-Instituto do Genocídio Armênio foi inaugurado em 1995. A estrutura do museu, planejada pelos arquitetos Sashur Kalashian, Lyudmila Mkrtchyan e pelo escultor F. Araqelyan, seguiu um design único. Desde a inauguração, o museu recebeu dezenas de milhares de visitantes, incluindo figuras públicas conhecidas, como o Papa João Paulo II, o Papa Francisco, o Presidente da Federação Russa Vladimir Putin e os presidentes da França Jacques Chirac e François Hollande.
No final de 1990, um parque foi criado como parte do memorial, onde foram plantadas milahres de árvores em homenagem as vítimas.

## Galeria

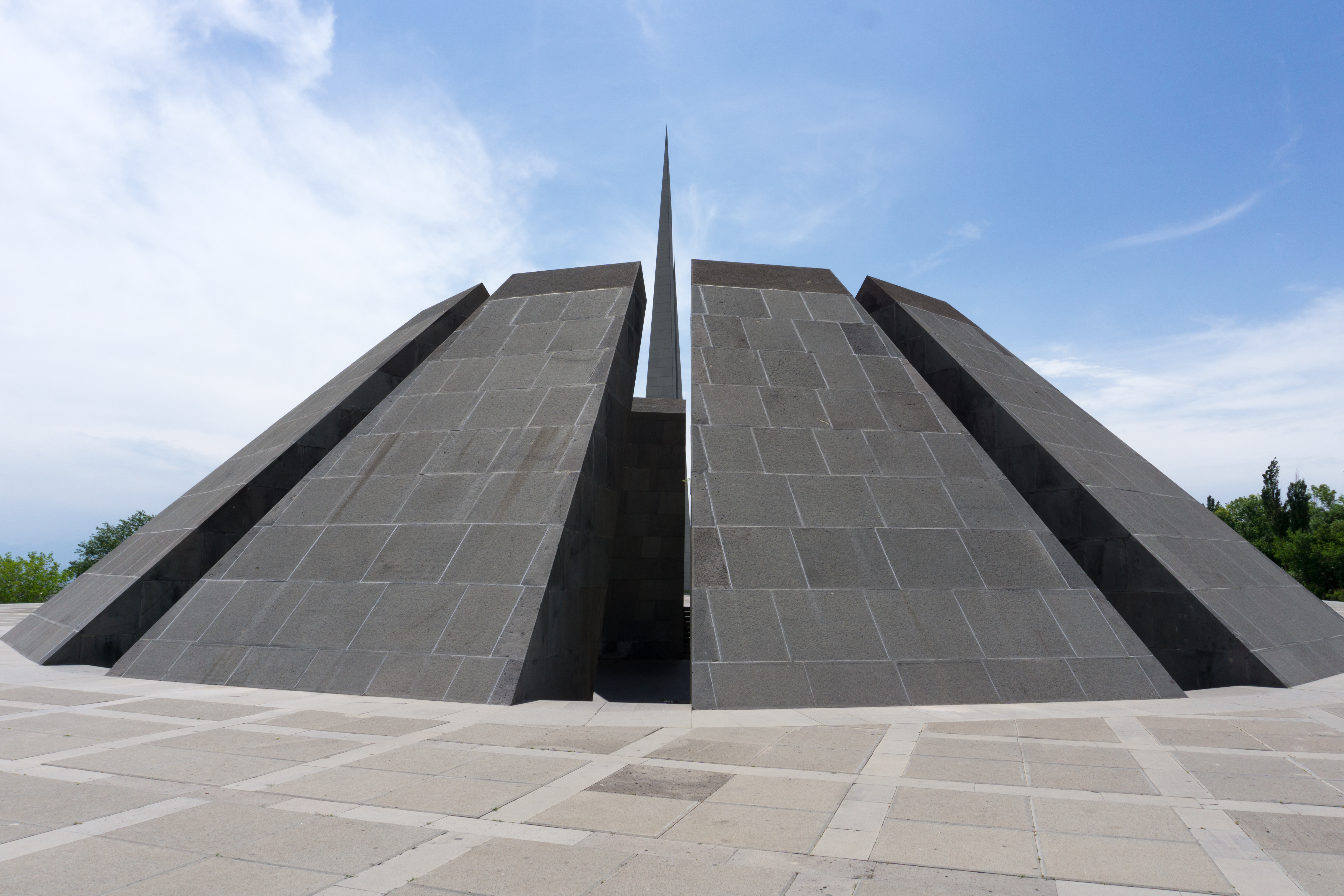
Memorial de perto
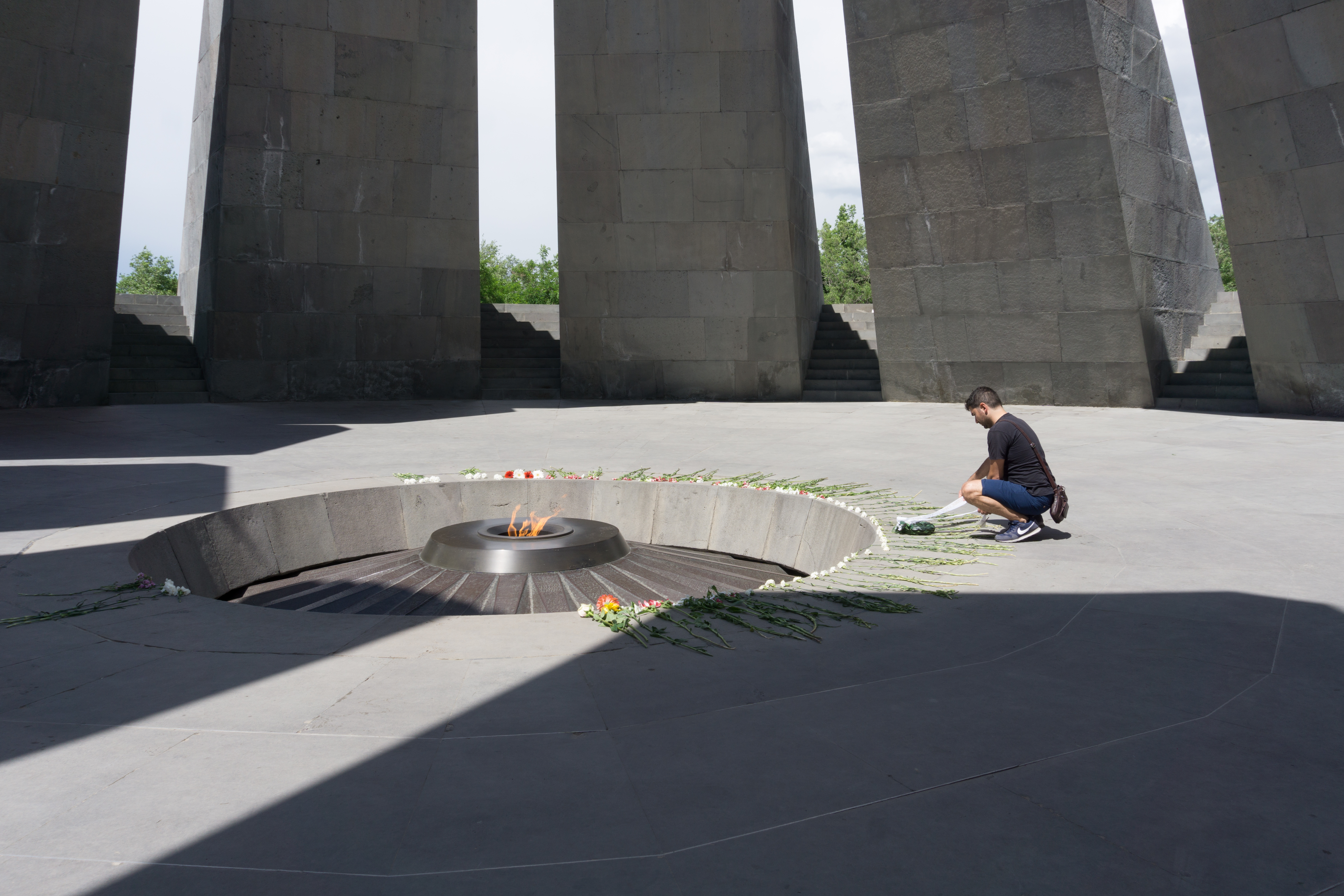
Interior do memorial
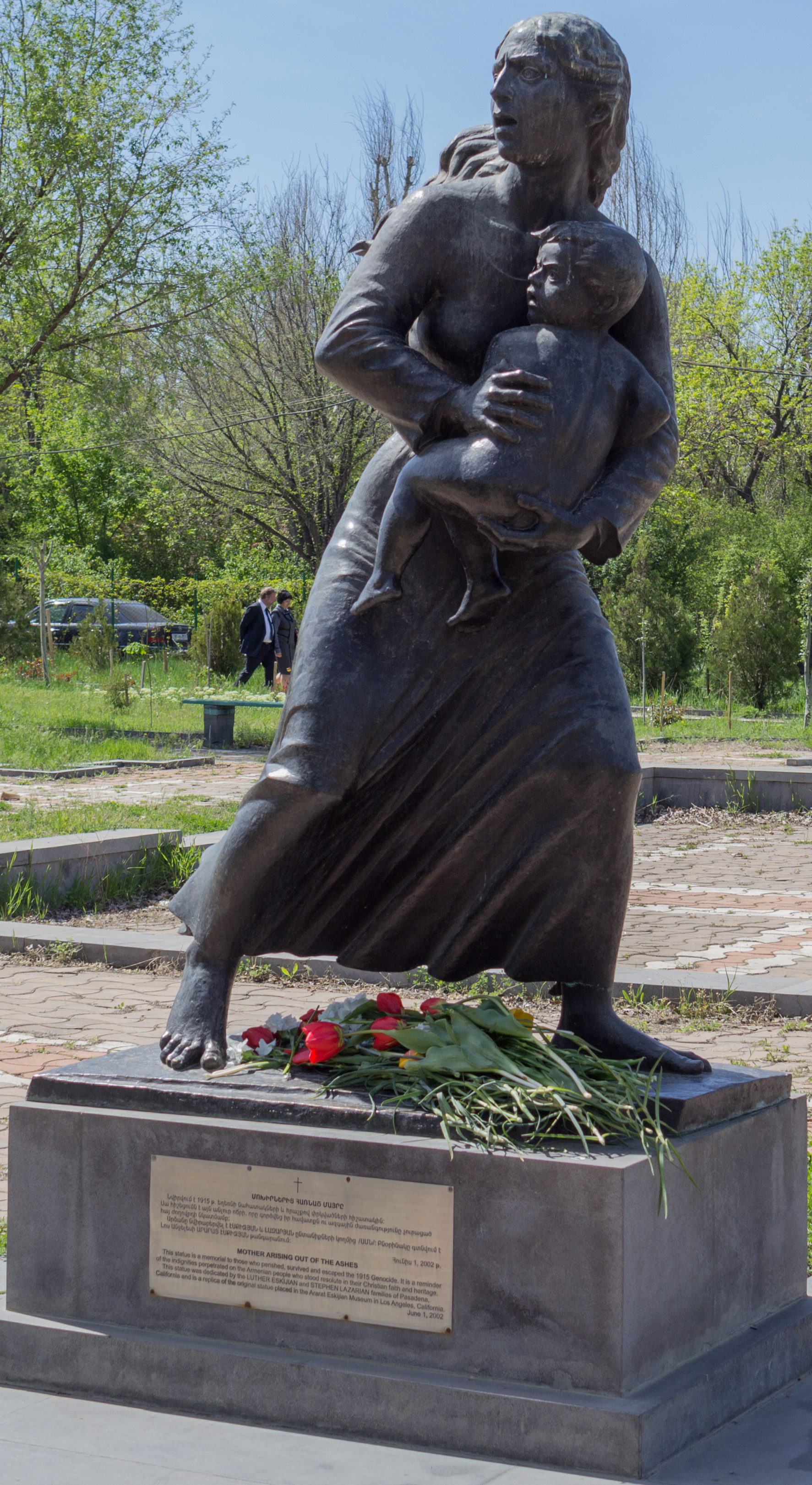
Estátua
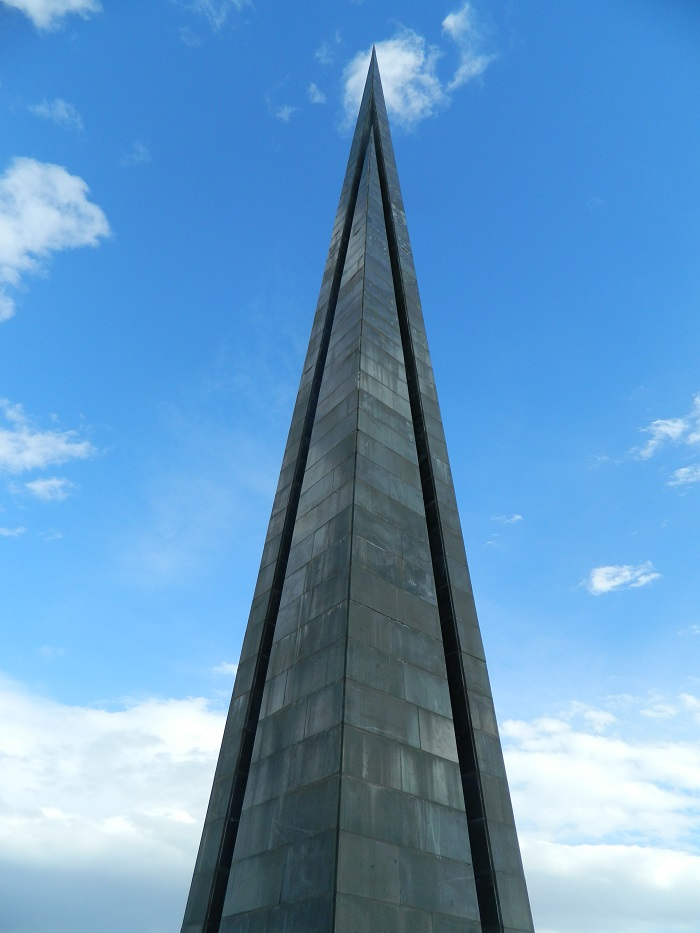
Obelisco
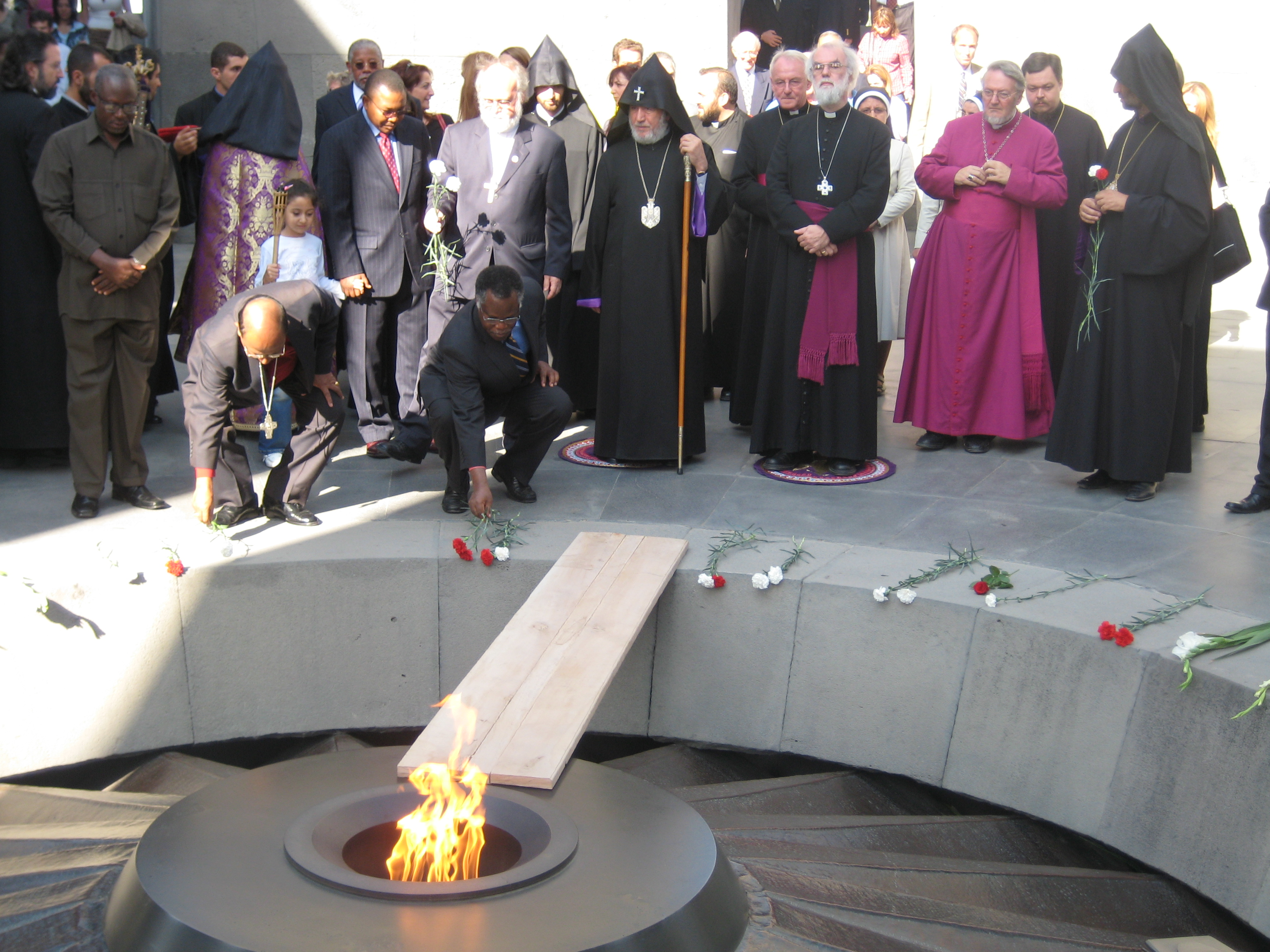
Karekin II e o Arcebispo Rowan Williams durante uma cerimônia no memorial
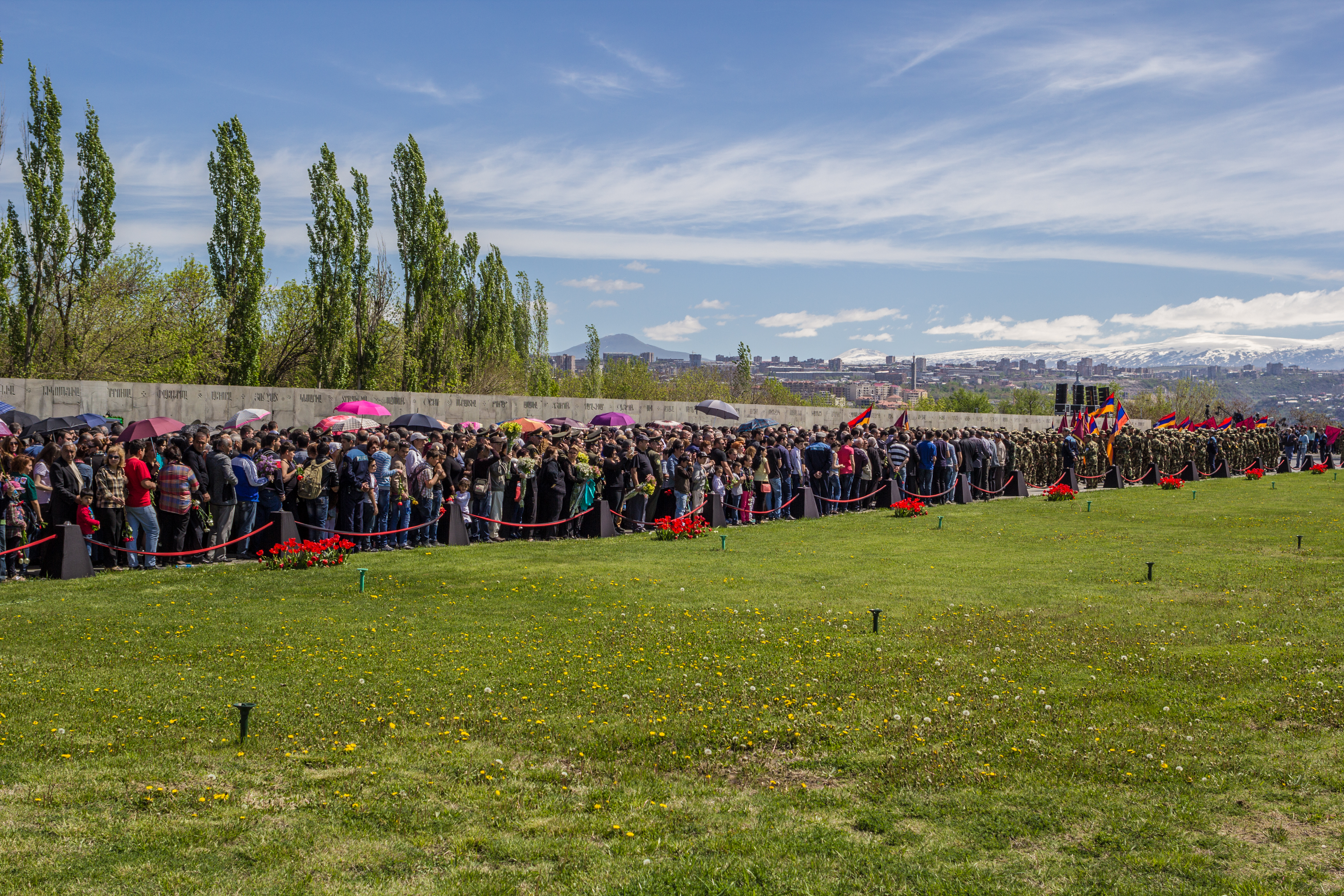
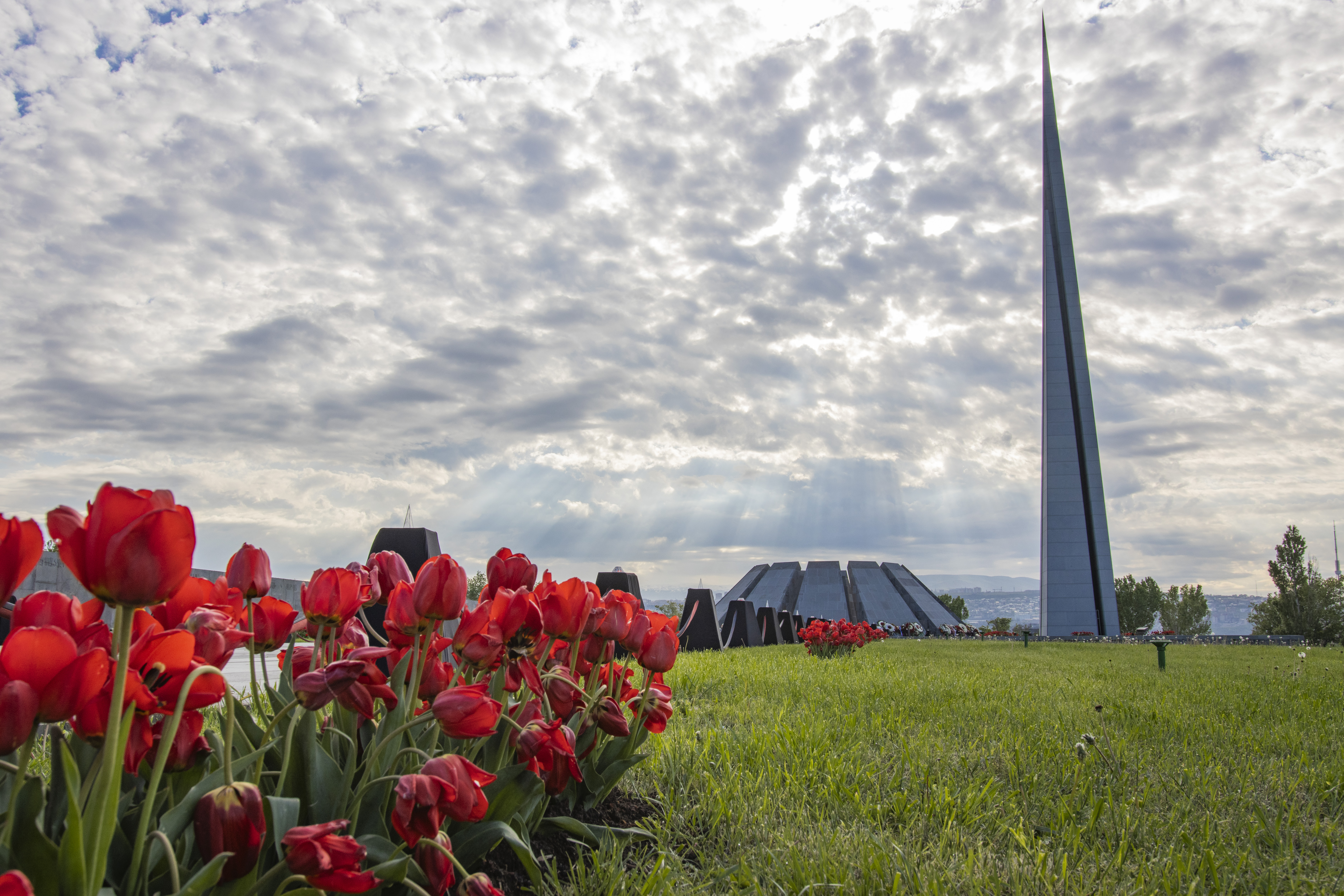
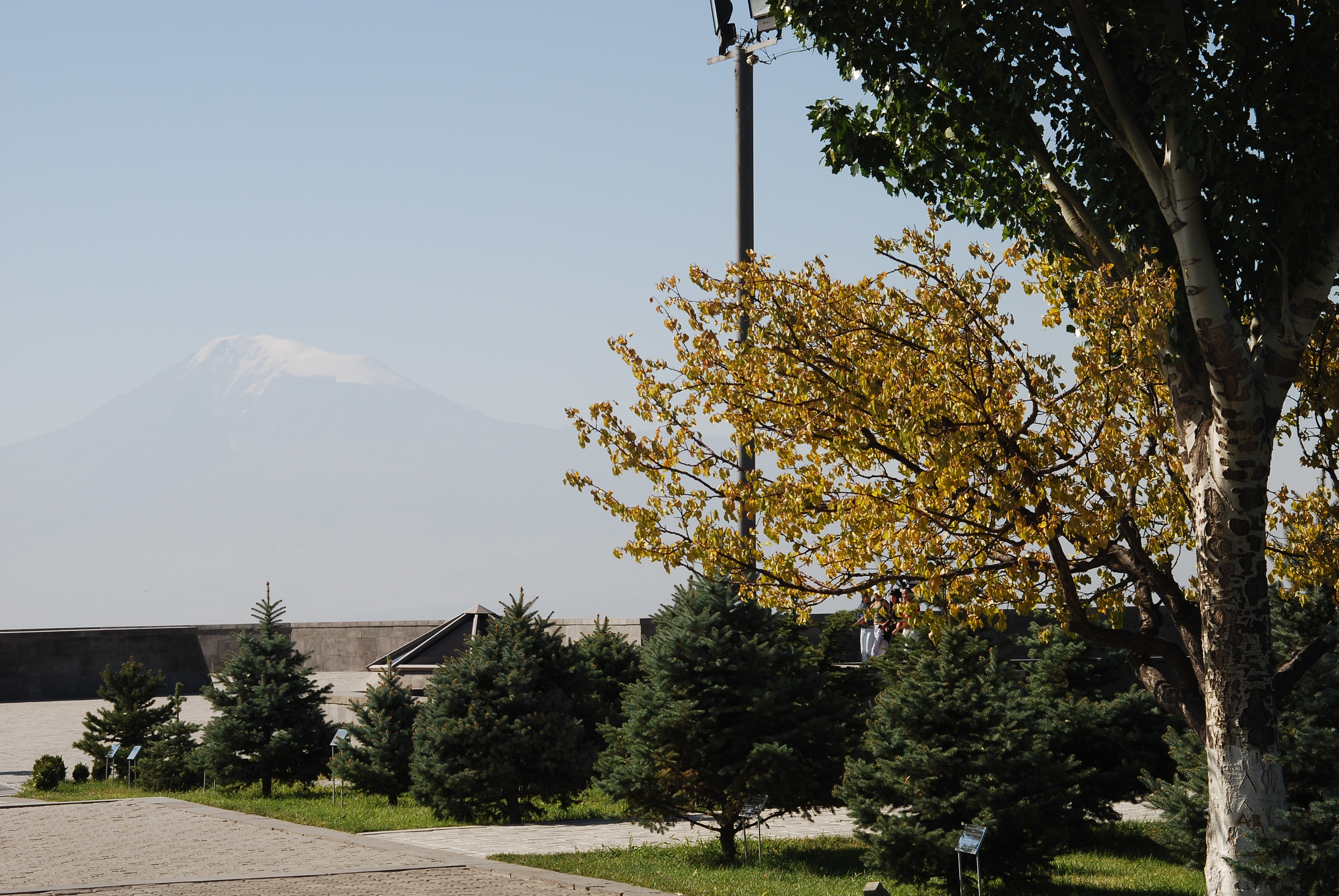